# Stronger Than Death
Stronger Than Death je druhé studiové album heavy metalové skupiny Black Label Society. Album vyšlo ve 2 variantách, tzn. celosvětové a japonské, rozdíl byl v přebalech a japonská verze krom vydání o půl měsíce dříve měla též navíc skladbu "Bullet Inside Your Head". Celé album je prací Zakka Wyldea, bicí nahrál Phil Ondich pod pseudonymem Philth.

## Seznam skladeb
Všechny skladby napsal Zakk Wylde.
1. "All for You" – 3:59
2. "Phoney Smiles & Fake Hellos" – 4:16
3. "13 Years of Grief" – 4:11
4. "Rust" – 6:08
5. "Superterrorizer" – 5:33
6. "Counterfeit God" – 4:18
7. "Ain't Life Grand" – 4:39
8. "Just Killing Time" – 4:55
9. "Bullet Inside Your Head" – 4:54 (Japonský bonus))
10. "Stronger Than Death" – 4:52
11. "Love Reign Down" – 8:03

## Sestava
- Zakk Wylde - zpěv, kytary, baskytara, piano
- Philth - bicí